# Mary McConneloug
Mary McConneloug (ur. 24 czerwca 1971 w San Francisco) – amerykańska kolarka górska i przełajowa, dwukrotna medalistka igrzysk panamerykańskich.

## Kariera
Pierwszy sukces w karierze Mary McConneloug osiągnęła w 2003 roku, kiedy podczas igrzysk panamerykańskich w Santo Domingo zdobyła srebrny medal w cross-country. W zawodach tych przegrała jedynie z reprezentantką Argentyny, Jimeną Florit. Wynik ten powtórzyła na rozgrywanych cztery lata później igrzyskach panamerykańskich w Rio de Janeiro, tym raz ulegając tylko Catherine Pendrel z Kanady. Na mistrzostwach świata jej najlepszym osiągnięciem było szóste miejsce wywalczone podczas mistrzostw świata w Rotorua w 2006 roku. Raz stanęła na podium zawodów Pucharu Świata: 3 lipca 2004 roku w Calgary była druga za Norweżką Gunn-Ritą Dahle. W klasyfikacji końcowej sezonu 2004 była ostatecznie szósta. Mimo braku miejsca na podium nieco lepiej wypadła w sezonie 2005, który ukończyła na piątej pozycji. W 2004 roku brała udział w igrzyskach olimpijskich w Atenach, gdzie rywalizację w cross-country ukończyła na dziewiątej pozycji. Na rozgrywanych cztery lata później igrzyskach olimpijskich w Pekinie w tej samej konkurencji była siódma. Startuje także w kolarstwie przełajowym, jednak głównie na arenie krajowej.